# Remembrance poppy

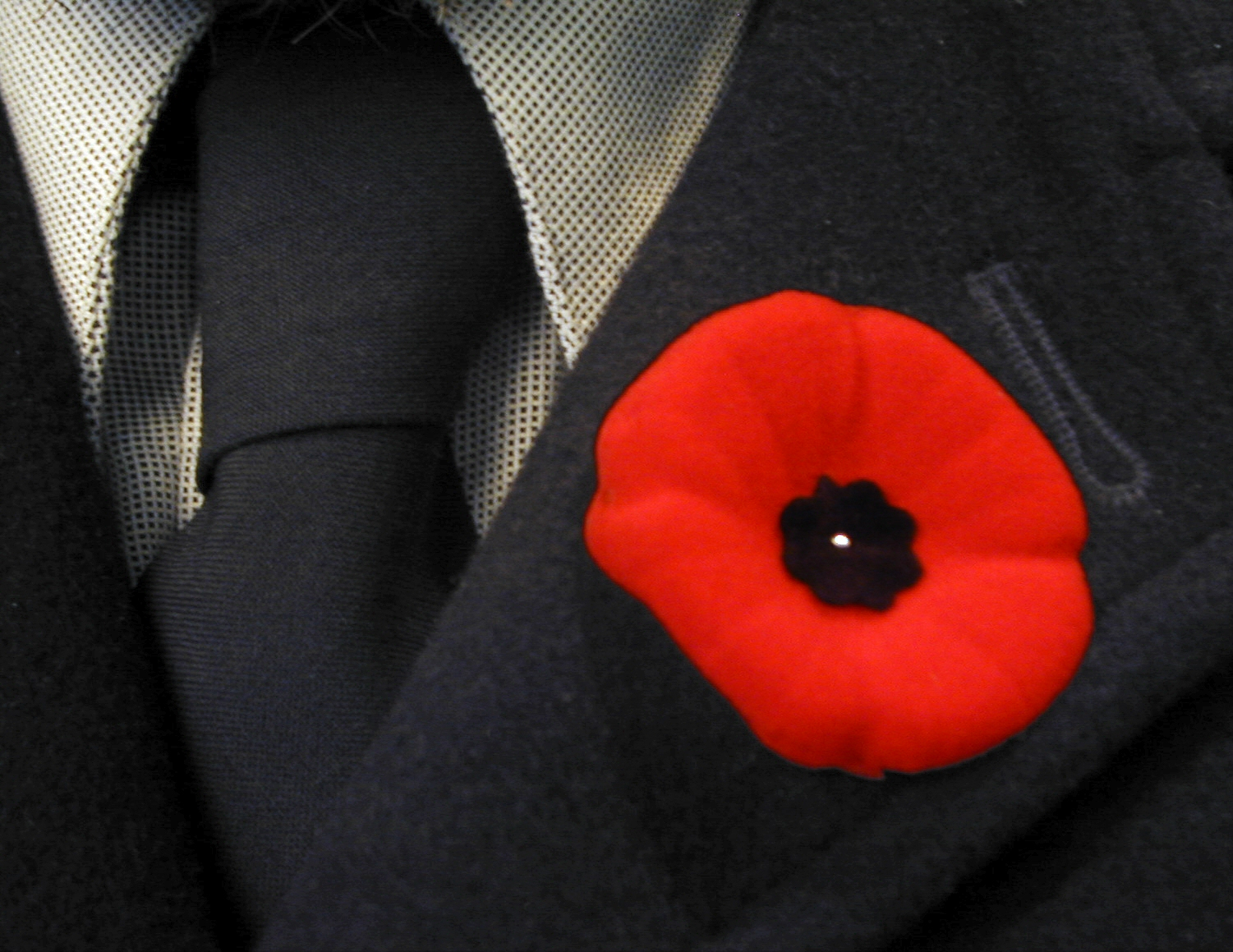
Remembrance poppy wpięty w marynarkę

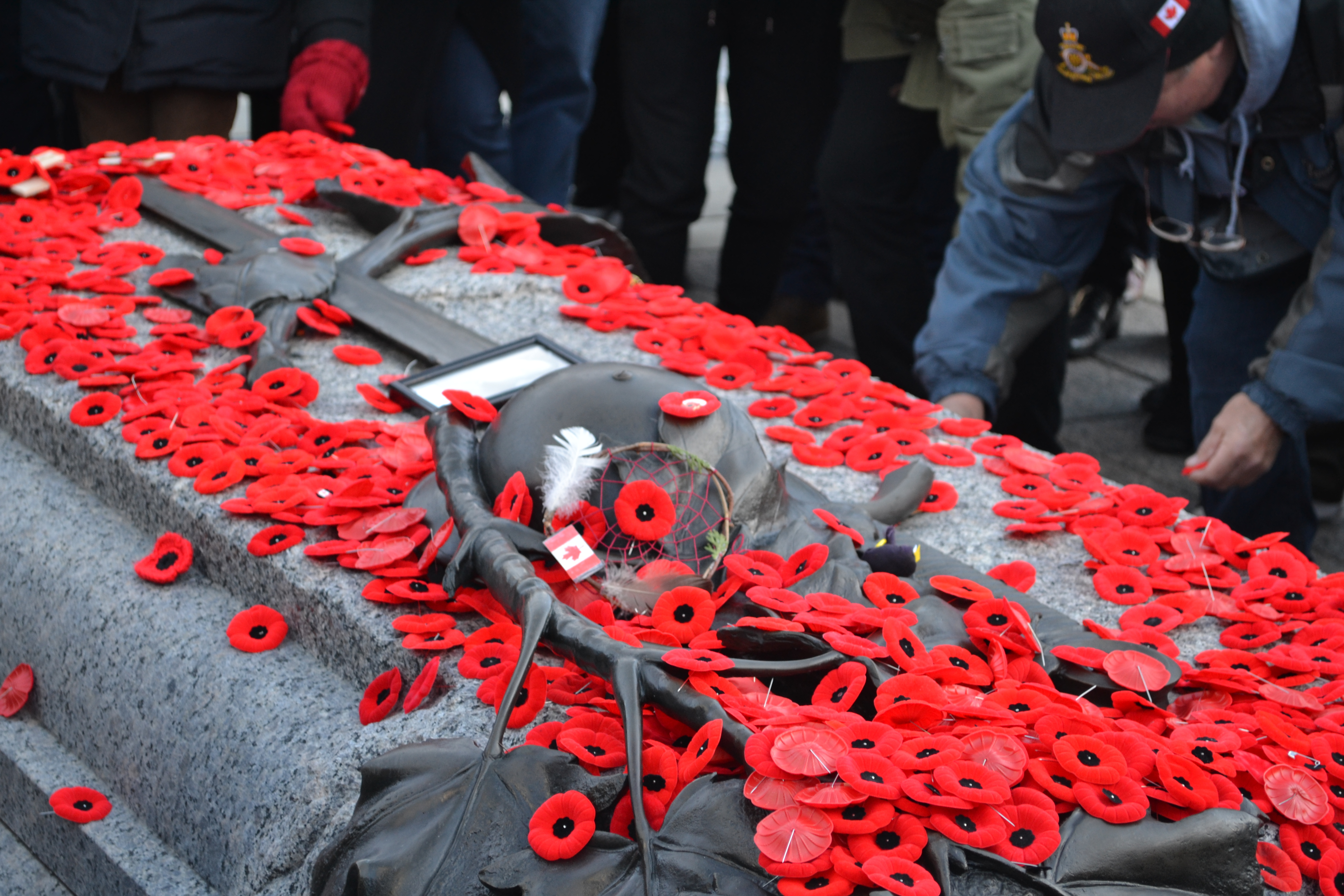
Remembrance poppies na kanadyjskim Grobie Nieznanego Żołnierza w Ottawie

Remembrance poppy – sztuczny kwiat maku w formie przypominającej kotylion, noszony głównie w krajach Wspólnoty Narodów dla upamiętnienia żołnierzy poległych w wojnach.
Maki są wytwarzane i dystrybuowane przez stowarzyszenia weteranów, które rozdają je w zamian za datki na rzecz wsparcia finansowego, społecznego i emocjonalnego dla weteranów sił zbrojnych. Noszenie symbolu czerwonego maku odbierane jest w Wielkiej Brytanii jako wyraz poparcia dla społeczności sił zbrojnych. Akcja sprzedawania czerwonych maków nosi nazwę Poppy appeal i trwa od pierwszego do jedenastego listopada. W roku 2022 40 tys. wolontariuszy sprzedało 40 milionów maków.

## Historia
Zaprojektowane na bazie inspiracji poematem wojennym In Flanders Fields kanadyjskiego poety Johna McCrae i promowane przez Moinę Michael, po raz pierwszy symbole czerwonego maku zostały użyte po zakończeniu I wojny światowej dla upamiętnienia ofiar w szeregach armii Imperium brytyjskiego i Stanów Zjednoczonych. Niedługo później Anna Guérin ustanowiła pierwsze „Poppy Days”, aby zbierać fundusze dla weteranów oraz wdów i sierot po nich, a także na rzecz obligacji wojennych i organizacji humanitarnych, takich jak Czerwony Krzyż.
W 1921 Guérin spotkała w Londynie Douglasa Haiga, założyciela The Royal British Legion i namówiła go na przyjęcie maku jako emblematu tej powstającej własnie organizacji w Wielkiej Brytanii. The Royal British Legion zamówił dziewięć milionów maków i sprzedał je 11 listopada 1921. Ten pierwszy Poppy Appeal przyniósł 106 tys. funtów dochodu. Popularność symbolu maku sprawiła, że już rok później major George Howson założył w Aylesford fabrykę maków, w której pracują inwalidzi wojenni. W 1926 fabrykę maków otworzyła w Edynburgu żona Douglasa Haiga, Dorothy Haig.
Na początku kwiatowi maku nie towarzyszył zielony liść. Po raz pierwszy element zielonych liści wprowadzono do kwiatu maku w 1960 i długo były uważane za niekonieczny dodatek. Dopiero w 1995 liść stał się stałym elementem znaczka.
W 2023 The Royal British Legion wprowadził kwiat maku wykonany bez plastiku, wyłącznie z papieru, przy zachowaniu oryginalnego wyglądu. Papier użyty do produkcji kwiatu maku jest wykonany z włókien, których połowę odzyskano z odpadów z produkcji kubków do kawy.

## Kraje objęte symbolem maku
Remembrance poppies są najczęściej noszone w krajach Brytyjskiej Wspólnoty Narodów, gdzie zostały zarejestrowane jako znak towarowy przez stowarzyszenia weteranów. Kwiaty te są często noszone na ubraniach cywilnych i mundurach wojskowych w tygodniach poprzedzających Dzień Pamięci, a wieńce złożone z czerwonych maków są składane tego dnia pod pomnikami wojennymi. W Australii i Nowej Zelandii remembrance poppies są najczęściej noszone w Anzac Day.

## Czerwony mak na Ukrainie
Od 2014 symbol czerwonego maku jest promowany także na Ukrainie jako symbol pamięci o ofiarach Hołodomoru i Ukraińców poległych w szeregach różnych armii w czasie II wojny światowej, a także uczestnikach współczesnej wojny w Donbasie i pełnoskalowej wojny z Rosją.